# Саад ибн Абдуррахман Аль Сауд
Саад ибн Абдуррахман Аль Сауд (араб. سعد بن عبد الرحمن آل سعود‎; 1888—1915) — принц из династии Аль Сауд, младший брат короля Абдул-Азиза.

## Биография
Был сыном эмира Неджда Абдуррахмана ибн Фейсала Аль Сауда и главной жены Сары бинт Ахмед ас-Судайри. Он был младшим родным братом основателя и будущего короля Саудовской Аравии Абдул-Азиза и принцессы Нуры.
Детство провёл в Кувейте, куда была выслана его семья, пока в 1902 году его старший брат Абдул-Азиз не захватил Эр-Рияд, вернув его под власть Саудитов.
В 1912 году был отправлен на переговоры с Хусейном ибн Али аль-Хашими, который был шерифом Мекки, но был захвачен представителями клана Аль-Шиябин из племени Утайба. Затем он был отправлен к Хусейну ибн Али, который после переговоров с Абдул-Азизом, принявшим условия шерифа Мекки, освободил принца Саада.
Был убит в июне 1916 года в битве при Канзане с племенем Аджман, в ходе которой войска Абдул-Азиза и его сторонников потерпели поражение.

## Семья
У него было две жены, от которых у него было, по крайней мере 9 детей. Один из его сыновей, принц Фахд с 1969 по 1971 годы был губернатором провинции Асир.